# Rameau périnéal du nerf cutané fémoral postérieur
Les rameaux périnéaux du nerf cutané fémoral postérieur sont des nerfs sensitifs du membre inférieur.

## Origine
Les rameaux périnéaux du nerf cutané fémoral postérieur sont des branches du nerf cutané fémoral postérieur qui partent en avant et en dedans le long du sillon génito-crural.

## Zone d'innervation
Les rameaux périnéaux du nerf cutané fémoral postérieur se distribuent et innervent les téguments du périnée, le scrotum chez l'homme et les grandes lèvres chez la femme.
Ils communiquent avec les nerfs anaux inférieurs et les nerfs scrotaux postérieurs.